# Haven van Gennevilliers
De haven van Gennevilliers is de belangrijkste haven van Île-de-France en de grootste Franse rivierhaven. De haven is na de haven van Duisburg  de op een na grootste rivierhaven van Europa. De haven bevindt zich op het grondgebied van de gemeente Gennevilliers in het noorden van het departement Hauts-de-Seine, net ten noorden van Parijs. 

## Geschiedenis
Er zijn meerdere plannen geweest voor de aanleg van een haven stroomafwaarts van Parijs. De meest genoemde locaties waren Clichy en het schiereiland in de Seine bij Gennevilliers. Een project in 1863 beoogde een haven te maken die de hele bocht van het schiereiland zou omvatten, een gebied dat overeenkomt met de huidige stad Villeneuve-la-Garenne. De geplande landverbinding met Parijs zou een zeer brede weg geweest zijn die kaarsrecht naar Arc de Triomphe zou leiden. 
Na de overstroming van 1910 wordt een commissie opgericht om definitief een locatie voor de haven te bepalen. Deze commissie besloot in 1914 om de nieuwe haven op het schiereiland van Gennevilliers aan te leggen en deze te verbinden met de spoorwegen van de Compagnie des chemins de fer de l'Ouest, Administration des chemins de fer de l'État, Compagnie des chemins de fer du Nord en de Grande ceinture van Parijs. 
De commissie koos deze plek in plaats van Clichy, met name omdat dit gebied nog niet verstedelijkt was, en de grond derhalve goedkoop. Daarnaast was de gekozen plek dicht bij spoorlijnen, en ook toegankelijk voor de boten uit het benedenstroomse gebied van de Seine.  
In 1917 werden de ingenieurs Fulgence Bienvenüe en Louis Suquet door de gemeenteraad belast met het opstellen van de plannen. Hun voorstellen zijn aangenomen in 1920. De haven is nagenoeg precies uitgevoerd zoals hun voorstel.   
In 1931 werden de eerste twee havenbassins voltooid, deze zijn echter pas na de Tweede Wereldoorlog daadwerkelijk in gebruik genomen. De verbinding met de Seine en de ingangen van de haven zijn net voor het uitbreken van de Tweede Wereldoorlog gereedgekomen. 
De oorlog had tot gevolg dat alle bruggen op de Seine tussen Gennevilliers en de zee vernield waren. Deze vernielingen zijn in zekere zin een zegen geweest; bij de herbouw zijn deze hoger opgeleverd waardoor ook schepen met een groter tonnage en grotere dekhoogte de doorvaart naar deze haven konden maken. 
In 1955 werden twee andere bassins in gebruik genomen. In 1957 is er meer dan drie hectare aan pakhuisruimte in gebruik. Datzelfde jaar werd een graansilo van 2.300 ton in gebruik genomen.  
Het wordt beheerd door de Havenautoriteit van Parijs, die verschillende andere havens in Île-de-France beheert aan de Seine en haar zijrivieren, waaronder de Oise. 